# Pauwoogdrieklauw
De pauwoogdrieklauw (Nilssonia hurum) is een schildpad uit de familie weekschildpadden (Trionychidae). De schildpad behoorde lange tijd tot het niet langer erkende geslacht Aspideretes. De soort werd voor het eerst wetenschappelijk beschreven door John Edward Gray in 1831. Oorspronkelijk werd de wetenschappelijke naam Trionyx hurum gebruikt.
De schildpad komt voor in delen van Azië in de landen Bangladesh, India en Nepal. Er is ook een enkele waarneming bekend uit Pakistan.